# Фаст, Герман Исаакович
Герман Исаакович Фаст (1860—1935) — меннонитский проповедник, деятель Петербургского пробуждения, глава издательского совета нелегального протестантского журнала «Беседа» (1890—1893). Миссионер Союза русских баптистов.
Один из близких соратников И. С. Проханова. Был связан с Всемирным евангелическим альянсом.

## Молодость
Герман Фаст родился в колонии Гнаденфельд в Таврической губернии в семье Исаака Петера Фаста, переселившегося в Россию из Пруссии. Он был тринадцатым  из четырнадцати детей в семье. На протяжении четырех лет он учился в меннонитской школе в Орлово (здесь же прошёл катехизацию), затем продолжил обучение в меннонитской школе Zentralschule.
В 1878-1880 годах преподавал в школах Руднервайде и Бердянска, где пережил личное обращение ко Христу. После этого на протяжении трёх лет обучался в Санкт-Кришонской библейской школе близ Базеля (Швейцария); вернувшись оттуда в 1883 году, в течение двух лет преподавал в немецкой школе Гальбштадта (ныне — Молочанска). 
В 1885 году он перебрался в Феодосию в Крыму. Здесь он познакомился с приехавшей из Петербурга графиней Шуваловой. По предложению Шуваловой Герман Фаст в 1886—1894 был воспитателем её внука Василия.
В 1887 году Герман Фаст в баптистской церкви Риги обвенчался с Елизаветой Елисеевной Горинович, — последовательницей движения пашковцев и сестрой революционера Н. Е. Гориновича. Елизавета, как и Герман, закончила Санкт-Кришонскую школу, а знакомство их состоялось за несколько лет до свадьбы, когда оба преподавали в Гальбштадте. Впоследствии в их браке родилось пятеро детей.

## Петербургский период
В свой «петербургский период» Герман Фаст познакомился с молодым проповедником, студентом Технологического института Иваном Прохановым. Фаст в это время был миссионером Союза русских баптистов. Не сойдясь во взглядах на причастие с общиной пашковцев, возглавляемой в то время И. В. Каргелем (эта община практиковала открытое причастие, то есть допускала к таинству не только крещённых по вере в сознательном возрасте, но и крещённых в младенчестве), Фаст и Проханов создали свою общину баптистского направления. Однако в дальнейшем они продолжали поддерживать общение с пашковцами. Будучи уже зрелым христианином, Герман Фаст в разномыслиях с другими верующими искал диалога и примирения, а не доказательств неправоты другой стороны.
В 1890 году Фаст подхватил начатое Иваном Прохановым издание нелегального евангельского журнала «Беседа» и в течение трёх лет фактически возглавлял процесс. Целью «Беседы» было назидание, ободрение и сплочение евангельских верующих. «Петербургский период» Германа Фаста пришёлся на годы пика «победносцевской реакции» — преследования евангельских христиан-протестантов, возглавляемого обер-прокурором Святейшего синода РПЦ К. П. Победоносцевым. Верующие сидели в тюрьмах, ссылались в отдалённые местности, где не имели возможности заработать себе на существование. Герман Фаст активно участвовал в оказании помощи пострадавшим. Благодаря своей службе у графини Шуваловой, он имел возможность обращаться с ходатайствами за верующих к высокопоставленным лицам. А его связи за границей помогали привлекать к гонениям внимание зарубежных христиан. В частности, большой резонанс вызвала его поездка в Закавказье в 1892—1893 годах: он сопровождал двух квакеров (англичанина Джона Беллоуза и австралийца Joseph Neive), в которой они посетили молокан и селение Гирюсы — место ссылки преследуемых за религиозные убеждения.
Кроме того, Герман Фаст заведовал детским сиротским приютом, открытым в Петербурге в 1889 году шведками Венберг и Груденберг. В приюте в числе других содержались дети преследуемых за веру протестантов. Фаст прилагал усилия к поиску средств на содержание приюта.
Деятельность Фаста попала в поле зрения полиции, и в марте 1894 года у него был проведен обыск. Полиция не нашла у него ничего преступного, однако изъяла его архив — обширную переписку с верующими, список адресов протестантских служителей, которым высылалась «Беседа», перечень жертвователей приюта и др. Эти документы раскрыли полиции глаза на масштабы миссионерской деятельности Фаста.

## «Вертоград»
В результате обыска прежняя деятельность Фаста стала невозможна. Вскоре он выехал в Крым, где вместе с Прохановым, вдовой поэта Некрасова и другими верующими создал христианскую коммуну «Вертоград».
По воспоминаниям И. С. Проханова коммуна процветала, и вообще это было счастливое время:

Имелось определённое распределение труда. Я ухаживал за телятами, лошадьми и ослом. Приносил им воду, пищу, солому и т. д., поэтому я был назван Соломоном — носитель соломы. Я также рыл ямки для посадок винограда и выкапывал в течение дня по 180 ямок. Это был рекорд. В дополнении к этому я приготовлял глину и привозил её на телеге, в которую был запряжен осел. Это была трудная работа, но она доставляла мне удовольствие. Я всегда напевал, и говорили, что звук моего голоса был слышен на значительном расстоянии.
Я предложил организовать Библейские курсы по толкованию Слова Божия и Церковной истории. После тяжелой дневной работы и ужина мы собирались вместе. Я обычно читал или рассказывал что-то из церковной истории. Сестры тихо сидели, вязали и слушали вместе с братьями. Были и особо запоминающиеся вечера и я вспоминаю, как они радовали нас. Мы были счастливы в нашем «Ветрограде».
Однако Проханов спустя год по семейным обстоятельствам вынужден был покинуть коммуну, гонения на верующих в России усилились, и коммуну пришлось свернуть.

## В эмиграции
После вынужденной ликвидации «Вертограда» Герман Фаст вместе с семьей эмигрировал в Румынию. Это произошло к 1897 году. В 1901 году Фасты перебрались в Канаду, в деревню духоборов Петровка к северу от реки Саскачеван. Здесь супруги занимались земледелием, преподаванием в школе, миссионерством. Герман стал представителем Британского библейского общества и в этом качестве ездил по различным регионам Канады. Герман стал членом общины братских меннонитов в Вальдхайме (провинция Саскачеван), сотрудничал с журналами «Сеятель истины» и «Евангельская вера», активно трудился в Канадском союзе евангельских христиан и Русском меннонитском братстве в Северной Америке.
В 1916 году Герман овдовел и в 1923 году женился на Зинаиде Алимовой. Последние годы его прошли в местечке Пердью в Саскачеване. Здесь он и скончался 22 марта 1935 года.